# Decoding the Tomb of Bansheebot
 (novembre 2017).
Si vous disposez d'ouvrages ou d'articles de référence ou si vous connaissez des sites web de qualité traitant du thème abordé ici, merci de compléter l'article en donnant les références utiles à sa vérifiabilité et en les liant à la section « Notes et références ».
Albums de Buckethead
Pepper's Ghost
(2007) Cyborg Slunks
(2007)
Decoding the Tomb of Bansheebot est le vingtième album studio du guitariste et compositeur américain Buckethead, sorti en 2007.

## Présentation
L'album est annoncé avec la sortie de deux autres albums, Cyborg Slunks (en) et  Kevin's Noodle House (en), un album avec le batteur Brain. Tous trois sont publiés à la même date, le 30 octobre 2007 par TDRS Music (it).
Decoding the Tomb of Bansheebot a un son similaire à son prédécesseur Pepper's Ghost et partage, avec celui-ci, une écriture plus simple.
Cet album inclut quelques références à Haunted Mansion (en français : Maison hantée), attraction du parc Disneyland, comme dans la piste d'ouverture qui cite une ligne du script narrée par le Ghost Host (en français : hôte fantôme). Le personnage du titre fait sa première apparition comme un adversaire construit par Slipdisc sur Bucketheadland (sur les pistes Enter Slipdisc et Bansheebot vs Buckethead).
Il présente également la chanson Sail on Soothsayer dédiée à sa tante Suzie (1932-2007). La chanson est connectée à deux autres que Buckethead lui a consacrées, la première étant Soothsayer (Dedicated to Aunt Suzie) de l'album Crime Slunk Scene (2006) suivi de Aunt Suzie de son prochain album Cyborg Slunks.
Comme pour Albino Slug (en), cet album est réédité sur vinyle le 15 décembre 2017 sous un nouveau titre, avec un nouvel artwork et comprend des versions réenregistrées de Ghost Host et Asylum of Glass. Une version en édition limitée comporte un DVD avec des performances en live de Ghost Host unique pour chaque copie, une pochette signée et numérotée, une photo signée, une affiche et un autocollant signé. Les chansons Circarama et Pickwick’s Lost Chapter sont exclus de cette réédition vinyle.

## Liste des titres
| 1.    | Materializing the Disembodied                          | 2:04 |
| 2.    | Asylum of Glass                                        | 4:36 |
| 3.    | Ghost Host                                             | 3:08 |
| 4.    | Killing Cone                                           | 4:21 |
| 5.    | Bloodless                                              | 4:06 |
| 6.    | Checkerboard Incision                                  | 4:02 |
| 7.    | Circarama                                              | 2:15 |
| 8.    | Disecto                                                | 2:22 |
| 9.    | Pickwick’s Lost Chapter                                | 0:33 |
| 10.   | I Can Only Carry 50 Chickens at a Time                 | 3:06 |
| 11.   | Stretching Lighthouse                                  | 3:19 |
| 12.   | Hall of Scalding Vats                                  | 6:25 |
| 13.   | Sail on Soothsayer (In Memory of Aunt Susie 1932–2007) | 6:29 |
| 46:46 |                                                        |      |